# 圣乔治宫 (热那亚)

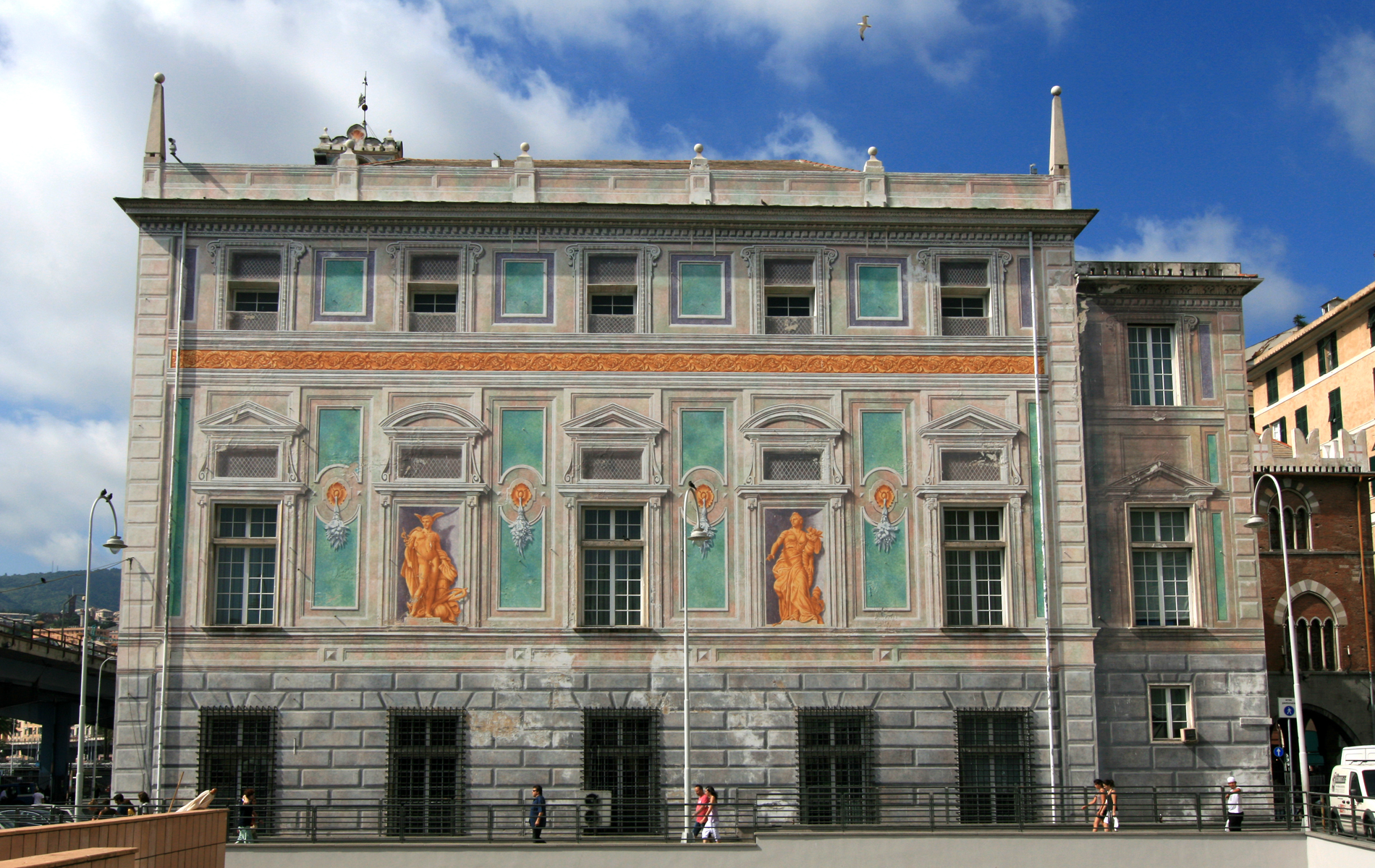
立面

圣乔治宫（Palazzo San Giorgio）是一座宫殿，位于意大利热那亚的Piazza Caricamento广场。
这座宫殿是由第一任热那亚公爵西蒙纳·波卡涅拉的叔叔古列尔莫·波卡涅拉建于1260年，使用了从威尼斯共和国驻君士坦丁堡使馆拆卸的材料，拜占庭帝国的米海尔八世以此作为热那亚援助其反对拉丁帝国的奖励。威尼斯的主保圣人圣马可的象征石狮被她的死敌热那亚共和国展示在门前。兴建该宫殿意在建立一个市民政治中心，以提高共和国政府的世俗势力，分离集中在圣老楞佐主教座堂的神职人员的宗教势力。
1262年，古列尔莫·波卡涅拉被废黜，并被迫流亡。这座宫殿一段时间被用作监狱。最有名的囚徒是马可波罗。他在此口授给鲁斯蒂谦，完成他的回忆录。

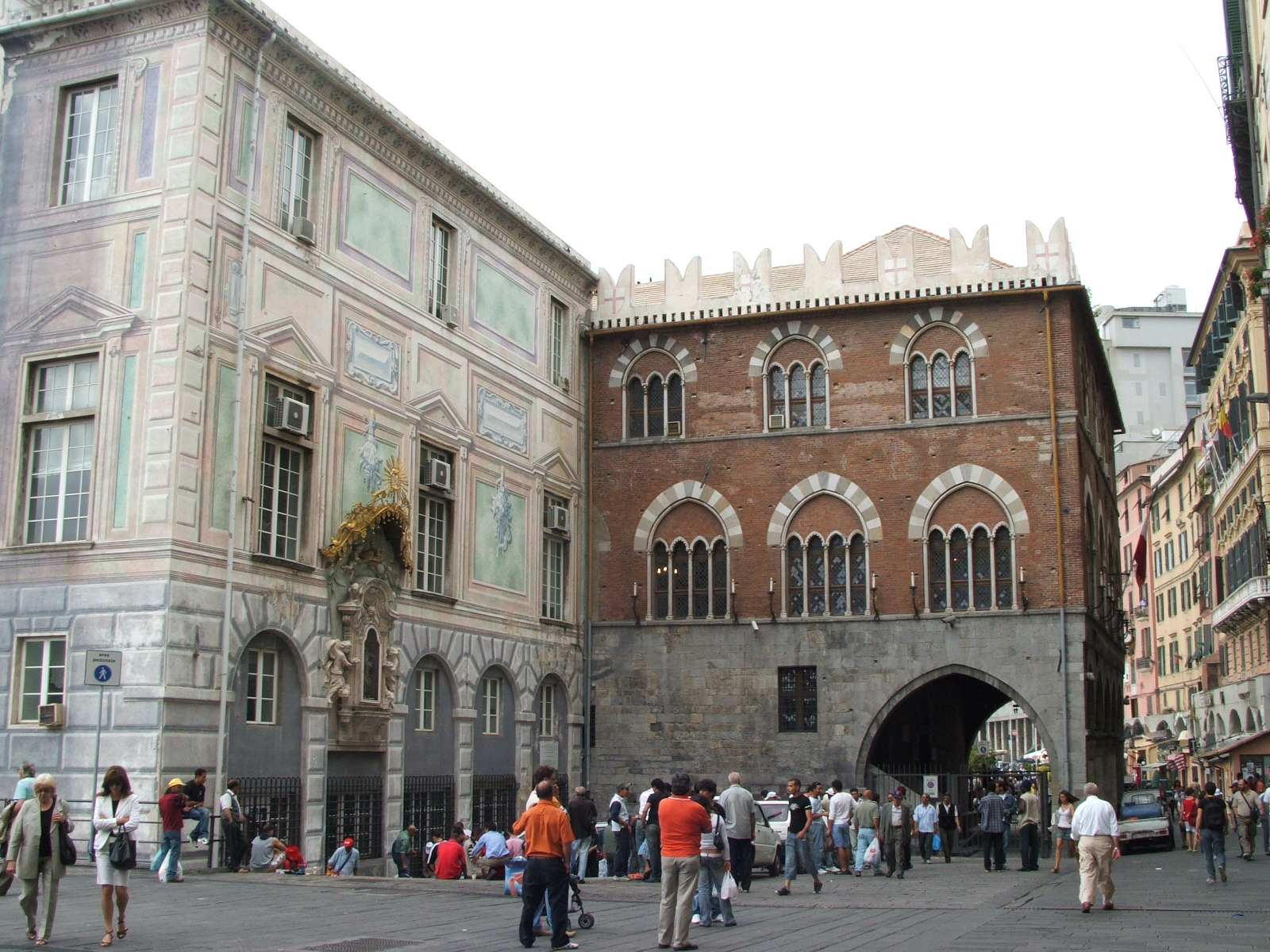
13和16世纪的两翼

在15世纪，圣乔治银行开设于此。